# Michal Papadopulos
Michal Papadopulos (Ostrava, 14 april 1985) is een Tsjechische voetballer die als aanvaller speelt.

## Carrière

### Tsjechië
Papadopulos voetbalt sinds zijn zevende jaar. Hij begon in zijn eigen woonplaats bij NH Ostrava. In 1998 stapte hij over naar de professionele club Baník Ostrava, waar hij op zeventienjarige leeftijd zijn profdebuut maakte. Papadopulos speelde dat seizoen slechts één wedstrijd. In het daaropvolgende seizoen kwam hij twaalfmaal binnen de lijnen en wist hij eenmaal te scoren. Het Engelse Arsenal toonde zich vervolgens geïnteresseerd.

### Arsenal
In 2003 maakte de toen achttienjarige Papadopulos op huurbasis de overstap naar Arsenal. Hier trainde hij samen met onder meer Thierry Henry. Hij kwam tot één optreden in het eerste elftal in de League Cup-wedstrijd tegen Wolverhampton Wanderers, als invaller voor Jérémie Aliadière. Na deze verhuurperiode keerde hij terug naar zijn oude club, waar hij zich ditmaal in de kijker speelde bij Bayer 04 Leverkusen.

### Bundesliga
Papadopulos ondervond bij Bayer 04 Leverkusen te veel concurrentie van Dimitar Berbatov en Andrij Voronin om veel aan spelen toe te komen. Hij werd daarom in 2008 verhuurd aan Energie Cottbus maar overtuigde ook hier niet. Daarop keerde hij wederom terug naar Tsjechië, ditmaal naar Mladá Boleslav.

### FK Mladá Boleslav
In het seizoen 2008/09 wist de toen drieëntwintigjarige aanvaller tienmaal te scoren voor zijn nieuwe club FK Mladá Boleslav. Bij dezelfde club stond ook Milan Kopic onder contract, die dat seizoen vertrok naar sc Heerenveen. Ook Papadopulos trok de aandacht van datzelfde Heerenveen.

### sc Heerenveen
Heerenveen zocht in de zomer van 2009 een extra spits. Coach Trond Sollied was niet tevreden over zijn huidige mogelijkheden in de aanval. Daarop kwamen ze uit bij Papadopulos, die vervolgens voor vijf jaar tekende en daarmee zijn derde buitenlandse avontuur aanging. Hij treft daar zijn landgenoten Michal Švec en Milan Kopic, die hij kent van Tsjechië onder 21. Volgens Heerenveen-directeur Yme Kuiper is Papadopulos in tegenstelling tot zijn landgenoten de Engelse en de Duitse taal machtig, wat de communicatie bevordert.

### Rusland
Begin 2011 ging Papadopulos voor FK Zjemtsjoezjina Sotsji spelen waar hij succesvol was in de Russische Eerste Divisie. Die club ging in augustus van dat jaar echter failliet waarna hij bij FK Rostov, dat in de Premjer-Liga uitkomt, tekende.

### Polen
Sinds 2012 speelt hij in Polen voor Zagłębie Lubin waarmee hij in 2014 uit de Ekstraklasa degradeerde. In januari 2017 ging hij naar Piast Gliwice. Met de club werd hij in het seizoen 2018/19 landskampioen. Hierna ging hij naar Korona Kielce. In 2020 keerde hij terug naar Tsjechië bij MFK Karviná.

## Spelersstatistieken
| Seizoen | Club                     | Competitie               | Wedstrijden | Doelpunten |
| ------- | ------------------------ | ------------------------ | ----------- | ---------- |
| 2001/02 | Baník Ostrava            | Gambrinus liga           | 1           | 0          |
| 2002/03 | Baník Ostrava            | Gambrinus liga           | 12          | 1          |
| 2002/03 | Arsenal                  | Premier League           | 0           | 0          |
| 2004/05 | Baník Ostrava            | Gambrinus liga           | 22          | 3          |
| 2005/06 | Baník Ostrava            | Gambrinus liga           | 15          | 5          |
| 2005/06 | Bayer 04 Leverkusen      | Bundesliga               | 5           | 0          |
| 2006/07 | Bayer 04 Leverkusen      | Bundesliga               | 7           | 0          |
| 2007/08 | Bayer 04 Leverkusen      | Bundesliga               | 7           | 0          |
| 2007/08 | Energie Cottbus          | Bundesliga               | 14          | 2          |
| 2008/09 | Mladá Boleslav           | Gambrinus liga           | 29          | 10         |
| 2009/10 | sc Heerenveen            | Eredivisie               | 23          | 7          |
| 2010/11 | sc Heerenveen            | Eredivisie               | 6           | 0          |
| 2011    | FK Zjemtsjoezjina Sotsji | Russische Eerste Divisie | 14          | 5          |
| 2011    | FK Rostov                | Premjer-Liga             | 9           | 1          |
| 2012/13 | Zagłębie Lubin           | Ekstraklasa              | 26          | 11         |
| 2013/14 | Zagłębie Lubin           | Ekstraklasa              | 24          | 1          |
| 2014/15 | Zagłębie Lubin           | I liga                   | 24          | 9          |
| 2015/16 | Zagłębie Lubin           | Ekstraklasa              | ?           | ?          |
| Totaal  | Totaal                   | Totaal                   | 238         | 55         |